# هانس إرنست أوقست بوخنر
هانس إرنست أوقست بوخنر (بالألمانية: Hans Buchner)‏ (و. 1850 – 1902 م) هو عالم مناعة، وأستاذ جامعي ألماني، ولد في ميونخ، كان عضوًا في الأكاديمية الألمانية للعلوم ليوبولدينا، توفي في ميونخ، عن عمر يناهز 52 عاماً.

## التعليم
تعلم في جامعة لايبتزغ
.

## روابط خارجية
- هانس إرنست أوقست بوخنر على موقع الموسوعة البريطانية (الإنجليزية)